# Liste der norwegischen Kommunen
Die Liste der Kommunen in Norwegen bietet einen Überblick über die 357 Kommunen Norwegens (Stand: 1. Januar 2024).

## Kommunen nach Einwohnerzahl
Eine Liste aller Kommunen mit mehr als 35.000 Einwohnern ist unter Norwegen#Städte und Ballungsräume zu finden. 

## Kommunen nach Fläche
Die flächengrößte Kommune Norwegens ist Kautokeino mit 9.707 Quadratkilometern. Sie ist damit etwa halb so groß wie das deutsche Bundesland Rheinland-Pfalz. Die flächenkleinste Kommune Kvitsøy umfasst nur 6,29 Quadratkilometer. In der folgenden Tabelle sind die flächengrößten Kommunen des Landes mit mehr als 2.500 km² und die Provinz (Fylke), zu der die Kommune gehört, aufgeführt (Stand 1. Januar 2020). Die Zahlen beziehen sich auf die Landfläche der Kommunen einschließlich Seen, aber ohne Meeresflächen.
| Rang | Name         | Fläche in km² | Provinz   |
| ---- | ------------ | ------------- | --------- |
| 1.   | Kautokeino   | 9.707,35      | Finnmark  |
| 2.   | Karasjok     | 5.452,95      | Finnmark  |
| 3.   | Porsanger    | 4.872,58      | Finnmark  |
| 4.   | Rana         | 4.460,19      | Nordland  |
| 5.   | Tana         | 4.051,35      | Finnmark  |
| 6.   | Sør-Varanger | 3.971,42      | Finnmark  |
| 7.   | Alta         | 3.849,6       | Finnmark  |
| 8.   | Lebesby      | 3.459,42      | Finnmark  |
| 9.   | Nordreisa    | 3.437,57      | Troms     |
| 10.  | Narvik       | 3.432,17      | Nordland  |
| 11.  | Målselv      | 3.326,34      | Troms     |
| 12.  | Ullensvang   | 3.236,63      | Vestland  |
| 13.  | Rendalen     | 3.179,52      | Innlandet |
| 14.  | Vinje        | 3.105,85      | Telemark  |
| 15.  | Trysil       | 3.014,41      | Innlandet |
| 16.  | Lierne       | 2.961,71      | Trøndelag |
| 17.  | Luster       | 2.706,35      | Vestland  |
| 18.  | Bardu        | 2.703,89      | Troms     |
| 19.  | Hammerfest   | 2.692,57      | Finnmark  |
| 20.  | Hattfjelldal | 2.684,32      | Nordland  |
| 21.  | Tromsø       | 2.521,27      | Troms     |

## Kommunen nach Alphabet
Seit dem 1. Januar 2024 gibt es in Norwegen 357 Kommunen. Durch die Kommunalreform in Norwegen ist es zu zahlreichen Zusammenlegungen von Kommunen gekommen.
Die Sortierung folgt deutschen Regeln (å = a, æ = ae, ø = o). Die Angabe in Klammern bezeichnet die Provinz (Fylke), in der die jeweilige Kommune liegt.

## A
| - Åfjord (Trøndelag) - Ål (Buskerud) - Ålesund (Møre og Romsdal) - Alstahaug (Nordland) - Alta (Finnmark) - Alvdal (Innlandet) - Alver (Vestland) - Åmli (Agder) - Åmot (Innlandet) - Andøy (Nordland) - Aremark (Østfold) - Arendal (Agder) - Asker (Akershus) | - Årdal (Vestland) - Ås (Akershus) - Åseral (Agder) - Askvoll (Vestland) - Askøy (Vestland) - Åsnes (Innlandet) - Aukra (Møre og Romsdal) - Aure (Møre og Romsdal) - Aurland (Vestland) - Aurskog-Høland (Akershus) - Austevoll (Vestland) - Austrheim (Vestland) - Averøy (Møre og Romsdal) |

## B
| - Bærum (Akershus) - Balsfjord (Troms) - Bamble (Telemark) - Bardu (Troms) - Båtsfjord (Finnmark) - Beiarn (Nordland) - Bergen (Vestland) - Berlevåg (Finnmark) - Bindal (Nordland) - Birkenes (Agder) | - Bjerkreim (Rogaland) - Bjørnafjorden (Vestland) - Bø (Nordland) - Bodø (Nordland) - Bokn (Rogaland) - Bømlo (Vestland) - Bremanger (Vestland) - Brønnøy (Nordland) - Bygland (Agder) - Bykle (Agder) |

## D
| - Dønna (Nordland) - Dovre (Innlandet) - Drammen (Buskerud) | - Drangedal (Telemark) - Dyrøy (Troms) |

## E
| - Eidfjord (Vestland) - Eidskog (Innlandet) - Eidsvoll (Akershus) - Eigersund (Rogaland) - Elverum (Innlandet) - Enebakk (Akershus) | - Engerdal (Innlandet) - Etne (Vestland) - Etnedal (Innlandet) - Evenes (Nordland) - Evje og Hornnes (Agder) |

## F
| - Færder (Vestfold) - Farsund (Agder) - Fauske (Nordland) - Fedje (Vestland) - Fitjar (Vestland) - Fjaler (Vestland) - Fjord (Møre og Romsdal) - Flå (Buskerud) - Flakstad (Nordland) - Flatanger (Trøndelag) | - Flekkefjord (Agder) - Flesberg (Buskerud) - Folldal (Innlandet) - Fredrikstad (Østfold) - Frogn (Akershus) - Froland (Agder) - Frosta (Trøndelag) - Frøya (Trøndelag) - Fyresdal (Telemark) |

## G
| - Gamvik (Finnmark) - Gausdal (Innlandet) - Gildeskål (Nordland) - Giske (Møre og Romsdal) - Gjemnes (Møre og Romsdal) - Gjerdrum (Akershus) - Gjerstad (Agder) - Gjesdal (Rogaland) - Gjøvik (Innlandet) | - Gloppen (Vestland) - Gol (Buskerud) - Gran (Innlandet) - Grane (Nordland) - Gratangen (Troms) - Grimstad (Agder) - Grong (Trøndelag) - Grue (Innlandet) - Gulen (Vestland) |

## H
| - Hå (Rogaland) - Hadsel (Nordland) - Hægebostad (Agder) - Halden (Østfold) - Hamar (Innlandet) - Hamarøy (Nordland) - Hammerfest (Finnmark) - Haram (Møre og Romsdal) - Hareid (Møre og Romsdal) - Harstad (Troms) - Hasvik (Finnmark) - Hattfjelldal (Nordland) - Haugesund (Rogaland) - Heim (Trøndelag) - Hemnes (Nordland) - Hemsedal (Buskerud) | - Herøy (Møre og Romsdal) - Herøy (Nordland) - Hitra (Trøndelag) - Hjartdal (Telemark) - Hjelmeland (Rogaland) - Hol (Buskerud) - Hole (Buskerud) - Holmestrand (Vestfold) - Holtålen (Trøndelag) - Horten (Vestfold) - Høyanger (Vestland) - Høylandet (Trøndelag) - Hurdal (Akershus) - Hustadvika (Møre og Romsdal) - Hvaler (Østfold) - Hyllestad (Vestland) |

## I
| - Ibestad (Troms) - Inderøy (Trøndelag) - Indre Fosen (Trøndelag) | - Indre Østfold (Østfold) - Iveland (Agder) |

## J
| - Jevnaker (Akershus) |

## K
| - Kåfjord (Troms) - Karasjok (Finnmark) - Karlsøy (Troms) - Karmøy (Rogaland) - Kautokeino (Finnmark) - Kinn (Vestland) - Klepp (Rogaland) - Kongsberg (Buskerud) - Kongsvinger (Innlandet) - Kragerø (Telemark) | - Kristiansand (Agder) - Kristiansund (Møre og Romsdal) - Krødsherad (Buskerud) - Kvæfjord (Troms) - Kvænangen (Troms) - Kvam (Vestland) - Kvinesdal (Agder) - Kvinnherad (Vestland) - Kviteseid (Telemark) - Kvitsøy (Rogaland) |

## L
| - Lærdal (Vestland) - Larvik (Vestfold) - Lavangen (Troms) - Lebesby (Finnmark) - Leirfjord (Nordland) - Leka (Trøndelag) - Lesja (Innlandet) - Levanger (Trøndelag) - Lier (Buskerud) - Lierne (Trøndelag) - Lillehammer (Innlandet) - Lillesand (Agder) - Lillestrøm (Akershus) | - Lindesnes (Agder) - Lødingen (Nordland) - Lom (Innlandet) - Loppa (Finnmark) - Lørenskog (Akershus) - Løten (Innlandet) - Lund (Rogaland) - Lunner (Akershus) - Lurøy (Nordland) - Luster (Vestland) - Lyngdal (Agder) - Lyngen (Troms) |

## M
| - Målselv (Troms) - Malvik (Trøndelag) - Marker (Østfold) - Masfjorden (Vestland) - Måsøy (Finnmark) - Melhus (Trøndelag) - Meløy (Nordland) - Meråker (Trøndelag) | - Midtre Gauldal (Trøndelag) - Midt-Telemark (Telemark) - Modalen (Vestland) - Modum (Buskerud) - Molde (Møre og Romsdal) - Moskenes (Nordland) - Moss (Østfold) |

## N
| - Nærøysund (Trøndelag) - Namsos (Trøndelag) - Namsskogan (Trøndelag) - Nannestad (Akershus) - Narvik (Nordland) - Nes (Akershus) - Nesbyen (Buskerud) - Nesna (Nordland) - Nesodden (Akershus) - Nesseby (Finnmark) - Nissedal (Telemark) | - Nittedal (Akershus) - Nome (Telemark) - Nord-Aurdal (Innlandet) - Nord-Fron (Innlandet) - Nordkapp (Finnmark) - Nord-Odal (Innlandet) - Nordreisa (Troms) - Nordre Follo (Akershus) - Nordre Land (Innlandet) - Nore og Uvdal (Buskerud) - Notodden (Telemark) |

## O
| - Øksnes (Nordland) - Oppdal (Trøndelag) - Orkland (Trøndelag) - Ørland (Trøndelag) - Ørsta (Møre og Romsdal) - Osen (Trøndelag) - Os (Innlandet) - Oslo (Oslo) | - Osterøy (Vestland) - Østre Toten (Innlandet) - Overhalla (Trøndelag) - Øvre Eiker (Buskerud) - Øyer (Innlandet) - Øygarden (Vestland) - Øystre Slidre (Innlandet) |

## P
| - Porsanger (Finnmark) | - Porsgrunn (Telemark) |

## R
| - Råde (Østfold) - Rælingen (Akershus) - Rakkestad (Østfold) - Rana (Nordland) - Randaberg (Rogaland) - Rauma (Møre og Romsdal) - Rendalen (Innlandet) - Rennebu (Trøndelag) - Rindal (Trøndelag) | - Ringebu (Innlandet) - Ringerike (Buskerud) - Ringsaker (Innlandet) - Risør (Agder) - Rødøy (Nordland) - Rollag (Buskerud) - Røros (Trøndelag) - Røst (Nordland) - Røyrvik (Trøndelag) |

## S
| - Salangen (Troms) - Saltdal (Nordland) - Samnanger (Vestland) - Sandefjord (Vestfold) - Sande (Møre og Romsdal) - Sandnes (Rogaland) - Sarpsborg (Østfold) - Sauda (Rogaland) - Selbu (Trøndelag) - Seljord (Telemark) - Sel (Innlandet) - Senja (Troms) - Sigdal (Buskerud) - Siljan (Telemark) - Sirdal (Agder) - Skaun (Trøndelag) - Skien (Telemark) - Skiptvet (Østfold) - Skjåk (Innlandet) - Skjervøy (Troms) - Smøla (Møre og Romsdal) - Snåsa (Trøndelag) - Sogndal (Vestland) - Sokndal (Rogaland) - Sola (Rogaland) - Solund (Vestland) - Sømna (Nordland) | - Søndre Land (Innlandet) - Sør-Aurdal (Innlandet) - Sørfold (Nordland) - Sør-Fron (Innlandet) - Sør-Odal (Innlandet) - Sørreisa (Troms) - Sortland (Nordland) - Sør-Varanger (Finnmark) - Stad (Vestland) - Stange (Innlandet) - Stavanger (Rogaland) - Steigen (Nordland) - Steinkjer (Trøndelag) - Stjørdal (Trøndelag) - Stord (Vestland) - Stor-Elvdal (Innlandet) - Storfjord (Troms) - Stranda (Møre og Romsdal) - Strand (Rogaland) - Stryn (Vestland) - Sula (Møre og Romsdal) - Suldal (Rogaland) - Sunndal (Møre og Romsdal) - Sunnfjord (Vestland) - Surnadal (Møre og Romsdal) - Sveio (Vestland) - Sykkylven (Møre og Romsdal) |

## T
| - Tana (Finnmark) - Time (Rogaland) - Tingvoll (Møre og Romsdal) - Tinn (Telemark) - Tjeldsund (Troms) - Tokke (Telemark) - Tolga (Innlandet) - Tønsberg (Vestfold) - Træna (Nordland) | - Tromsø (Troms) - Trondheim (Trøndelag) - Trysil (Innlandet) - Tvedestrand (Agder) - Tydal (Trøndelag) - Tynset (Innlandet) - Tysnes (Vestland) - Tysvær (Rogaland) |

## U
| - Ullensaker (Akershus) - Ullensvang (Vestland) - Ulstein (Møre og Romsdal) | - Ulvik (Vestland) - Utsira (Rogaland) |

## V
| - Vadsø (Finnmark) - Værøy (Nordland) - Vågå (Innlandet) - Vågan (Nordland) - Vaksdal (Vestland) - Våler (Innlandet) - Våler (Østfold) - Valle (Agder) - Vang (Innlandet) - Vanylven (Møre og Romsdal) - Vardø (Finnmark) - Vefsn (Nordland) - Vega (Nordland) - Vegårshei (Agder) | - Vennesla (Agder) - Verdal (Trøndelag) - Vestby (Akershus) - Vestnes (Møre og Romsdal) - Vestre Slidre (Innlandet) - Vestre Toten (Innlandet) - Vestvågøy (Nordland) - Vevelstad (Nordland) - Vik (Vestland) - Vindafjord (Rogaland) - Vinje (Telemark) - Volda (Møre og Romsdal) - Voss (Vestland) |